# 빔 얀선
빔 얀선(네덜란드어: Wim Jansen, 1946년 10월 28일 ~ 2022년 1월 25일)은 네덜란드의 전 축구 선수, 전 축구 감독이다.

## 국가대표 경력

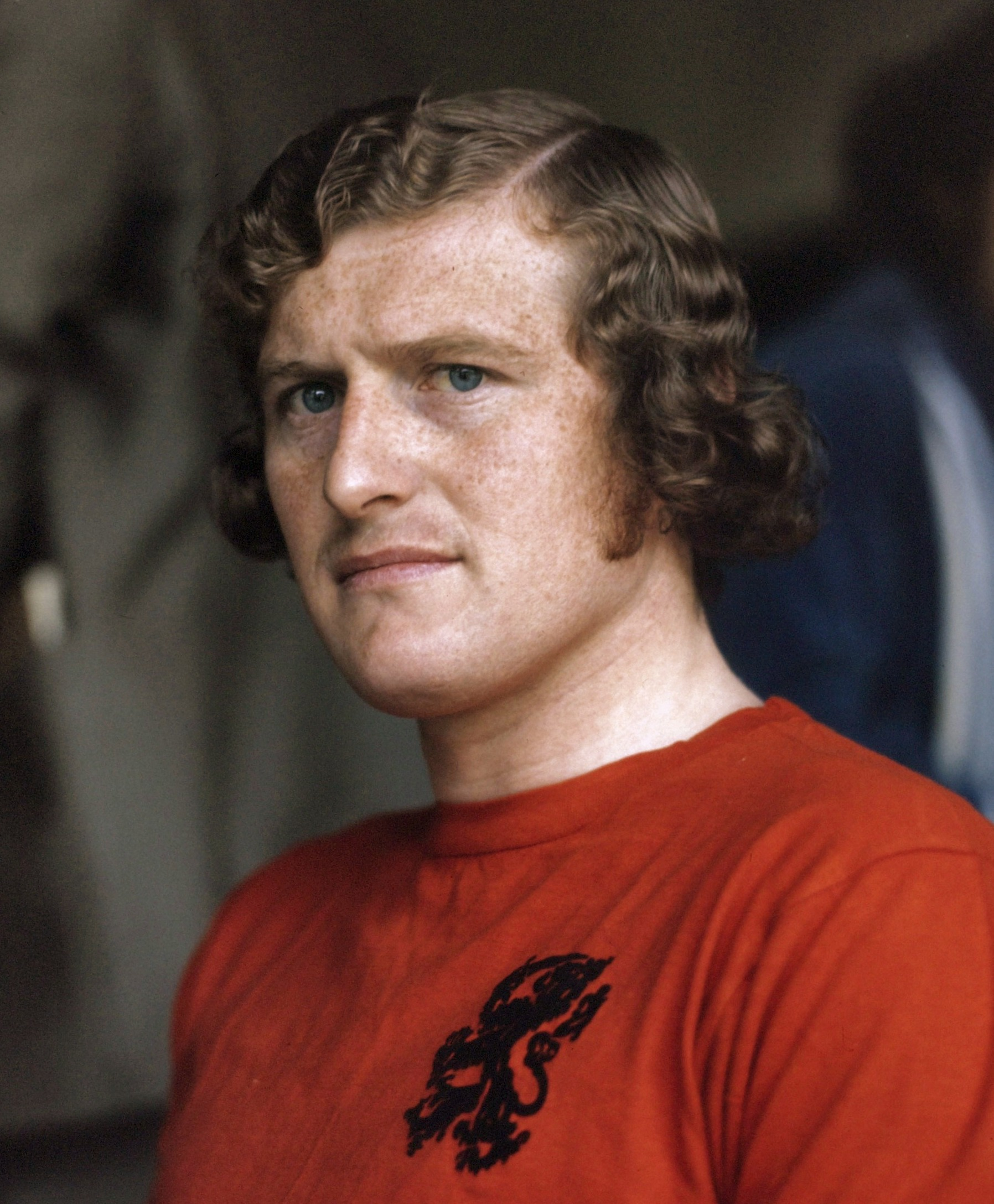
빔 얀선의 축구 선수 시절(1974년)

그는 1967년 네덜란드대표팀에 데뷔했다. 그는 1974과 1978년 FIFA 월드컵 대표 선수로 선발되었다. 그는 국제 A매치 65경기에 출전해서 1골을 득점하였다. 1981–82시즌 아약스와 함께 117골, 42골을 기록하며 우승을 하였다. 1982년에 축구 선수를 은퇴하였다.

## 말년
네덜란드에서 2022년 1월 25일에 치매 합병증으로 사망하였다.

## 통계
| 네덜란드 | 네덜란드 | 네덜란드 |
| 연도     | 출전     | 골       |
| -------- | -------- | -------- |
| 1967     | 3        | 0        |
| 1968     | 5        | 1        |
| 1969     | 3        | 0        |
| 1970     | 5        | 0        |
| 1971     | 5        | 0        |
| 1972     | 1        | 0        |
| 1973     | 1        | 0        |
| 1974     | 11       | 0        |
| 1975     | 4        | 0        |
| 1976     | 5        | 0        |
| 1977     | 4        | 0        |
| 1978     | 12       | 0        |
| 1979     | 5        | 0        |
| 1980     | 1        | 0        |
| 합계     | 65       | 1        |